# 포토리소그래피
포토리소그래피(Photolithography, 광학 리소그래피)는 집적 회로 제조에 사용되는 프로세스이다. 여기에는 빛을 사용하여 기판(일반적으로 실리콘 웨이퍼)에 패턴을 전사하는 작업이 포함된다.
이 공정은 포토레지스트라고 불리는 감광성 물질을 기판에 도포하는 것으로 시작된다. 그런 다음 원하는 패턴이 포함된 포토마스크를 포토레지스트 위에 놓는다. 포토마스크를 통해 빛이 조사되어 특정 영역의 포토레지스트가 노출된다. 노출된 영역은 화학적 변화를 거쳐 현상액에 용해되거나 불용성으로 변한다. 현상 후 패턴은 에칭, 화학기상증착 또는 이온 주입 공정을 통해 기판에 전사된다.
일반적으로 자외선(UV)이 사용된다.
포토리소그래피 공정은 사용되는 빛의 종류에 따라 자외선 리소그래피, 심자외선 리소그래피, EUVL(극자외선 리소그래피), X선 리소그래피 등으로 분류될 수 있다. 사용되는 빛의 파장에 따라 포토레지스트에 형성될 수 있는 최소 형상 크기가 결정된다.
포토리소그래피는 솔리드 스테이트 메모리 및 마이크로프로세서와 같은 집적 회로("IC" 또는 "칩")의 반도체 제조를 위한 가장 일반적인 방법이다. 크기가 수 나노미터에 이르는 매우 작은 패턴을 만들 수 있다. 생성되는 객체의 모양과 크기를 정밀하게 제어할 수 있다. 단일 단계로 전체 웨이퍼에 패턴을 신속하고 상대적으로 저렴한 비용으로 생성할 수 있다. 복잡한 집적 회로에서 웨이퍼는 포토리소그래피 사이클을 최대 50회까지 거칠 수 있다. 이는 또한 미세 전자 기계 시스템의 제조와 같은 일반적인 미세 가공에 중요한 기술이기도 하다. 그러나 완벽하게 평평하지 않은 표면에 마스크를 생성하는 데는 포토리소그래피를 사용할 수 없다. 그리고 모든 칩 제조 공정과 마찬가지로 매우 깨끗한 작동 조건이 필요하다.
포토리소그래피는 패턴화된 박막을 생성하는 프로세스의 일반적인 용어인 마이크로리소그래피의 하위 부문이다. 이 광범위한 종류의 다른 기술에는 조종 가능한 전자빔의 사용이 포함되며, 드물게는 나노임프린팅, 간섭, 자기장 또는 스캐닝 프로브가 포함된다. 더 넓은 수준에서는 마이크로 및 나노 구조의 직접 자기 조립과 경쟁할 수 있다.
포토리소그래피는 렌즈를 통해 직접 투영하거나 접촉 인쇄처럼 기판 위에 직접 배치된 마스크를 조명하여 포토레지스트의 패턴이 빛에 노출되어 생성된다는 점에서 사진술과 몇 가지 기본 원리를 공유한다. 이 기술은 인쇄 회로 기판을 만드는 데 사용되는 방법의 고정밀 버전으로도 볼 수 있다. 이 이름은 종이에 석판 인쇄용 판을 생산하는 전통적인 사진 방법과의 느슨한 비유에서 유래되었다. 그러나 공정의 후속 단계는 전통적인 리소그래피보다 에칭과 더 많은 공통점을 가지고 있다.
기존의 포토레지스트는 일반적으로 수지, 증감제, 용매의 세 가지 구성 요소로 구성된다.

## 같이 보기
- 파운드리
- ASML
- 반도체 제조